# Céline (Musikerin)
Céline (* 31. Mai 2000; bürgerlich Céline Dorka) ist eine deutsche Rapperin und Sängerin.

## Leben
Céline wurde am 31. Mai 2000 geboren und wuchs in Paderborn auf. Ihren Liedtexten zufolge wohnte sie mit ihrer Familie aufgrund der finanziellen Situation ihres Vaters zeitweise in einer Wohnwagensiedlung. Nachdem das Produzententeam Beatgees auf sie aufmerksam wurde, zog sie nach Berlin, wo sie seitdem lebt. 2019 begleitete sie Fabian Römer auf dessen Tour. Beim Lied It Takes Two von Lena, das im Dezember 2019 erschien, ist sie als Begleitsängerin und Mitautorin gelistet.
Im Februar 2020 veröffentlichte sie ihre erste Single mit dem Titel Was machst du da?, ein Lied über ihr Verhalten, Identitätsfindung und Zukunftsängste. Anschließend sollte sie Loredana auf deren Tour begleiten und dort auftreten. Nach einem ersten Konzert in Leipzig musste die Tour jedoch aufgrund der COVID-19-Pandemie abgebrochen werden.
Zu ihrer zweiten Single Für mich erschien erstmals auch ein Musikvideo; der Titel konnte sich gleich am ersten Tag in den deutschen Spotify-Charts platzieren. In der zweiten Verkaufswoche erreichte der Song Platz 100 und in der dritten Woche Platz 70 in den offiziellen deutschen Singlecharts. Ihre Anfang April 2020 erschienene Single Tränen aus Kajal stieg bis auf Platz 17 der deutschen und auf Platz 51 der österreichischen Singlecharts. Ende Mai erschien ihre vierte Single Wenn ich will. Wenige Tage später erreichte sie die Marke von 100.000 Followern auf Instagram. Am 12. Juni 2020 erschien mit Emotions 2.0 die erste Kollaboration mit einem anderen Künstler. Céline arrangierte hierbei zur Gastmusikerin bei der Fortsetzung von Ufo361s Emotions. Da der Inhalt von Emotions 2.0 zum größten Teil dem des Originals gleicht, werden die Verkäufe aus beiden zusammenaddiert und denen von Emotions hinzuaddiert. Die Single Emotions stieg im Zuge der Veröffentlichung von Emotions 2.0 an die Chartspitze der deutschen Singlecharts. Am 24. Juli 2020 veröffentlichte Céline mit Blue Jeans ihre sechste Single. Die Single erreichte Rang 39 der deutschen Singlecharts. Eineinhalb Monate später erschien mit Zu Besuch die nächste Single Célines am 4. September 2020. Das Lied, in dem sie die Themen „Zwischenmenschlichkeit“ und „Geschäfte“ thematisiert, erreichte Rang 52 der deutschen Singlecharts.
Am 16. Oktober 2020 erschien mit Instinkt das erste Extended Play von Céline. Die EP beinhaltet unter anderem die zuvor veröffentlichten Singles Tränen aus Kajal, Blue Jeans und Zu Besuch. In den deutschen Albumcharts konnte sich die EP eine Woche platzieren und erreichte dabei Rang 51. In den deutschen Hip-Hop-Charts erreichte das Album Rang zehn und platzierte sich zwei Wochen in den Top 20. Eine Woche nach der Veröffentlichung von Instinkt konnte sich das Lied Überall, aufgrund hoher Download- und Streamingzahlen, vor seiner Singleveröffentlichung in den deutschen Singlecharts platzieren und erreichte dabei mit Rang 89 seine höchste Chartnotierung.
Im November 2020 wurde Céline mit dem New Music Award in der Kategorie „Newcomerin des Jahres“ ausgezeichnet. Am 18. Dezember 2020 folgte die Singleveröffentlichung von Überall, jedoch nicht in seiner Studioversion, sondern als neu eingespielte Akustikversion.
Am 22. Januar 2021 erschien die Single Mom&Dad, wobei sie ihre schwierige Kindheit mit streitenden Eltern verarbeitet und Themen wie Alkoholkrankheit und häusliche Gewalt behandelt. Mit Hotel folgte die zweite Veröffentlichung des Jahres am 5. März 2021, ein Lied über Eifersucht, Einsamkeit und unerwiderte Liebe.
Nach mehr als einem Jahr Pause veröffentlichte Céline am 11. Mai 2022 die Single Neues Geld und nur zwei Tage später mit Cécé eine weitere Single. Beide Veröffentlichungen verfehlten die offiziellen Singlecharts, Cécé konnte sich jedoch auf Rang 15 der deutschen Single-Trend-Charts platzieren. Am 27. Mai 2022 erschien die Single Ballade, bei der Céline als Featuring an der Seite von Loredana zu hören ist. Mit dem Liebeslied erreichte sie erstmals die Schweizer Hitparade, zugleich platzierte sich erstmals eine Single von Céline gleichzeitig in allen D-A-CH-Staaten in den Charts. Am 29. Juli 2022 erschien mit A$AP & Rihanna ihre nächste Singleveröffentlichung, in der sie von einer Liebesbeziehung erzählt und diese mit der Beziehung von ASAP Rocky und Rihanna vergleicht. In den folgenden Monaten erschienen weitere Singles, die jedoch die Charts verfehlten, so erschien am 9. September 2022 Süße Träume und am 9. Dezember 2022 Bitterkalt. Süße Träume konnte sich jedoch auf Rang zwei der deutschen Single-Trend-Charts platzieren.
Am 20. Januar 2023 erschien mit Dämonen eine Promo-Single. Hierbei handelt es sich um eine Akustikversion des Originals aus ihrer Instinkt-EP. Das Stück erschien im Rahmen von Amazon Musics „Level-Space-Edition“-Reihe. Im April folgte mit 3 Sekunden die nächste Single, bei der sie von Paula Hartmann unterstützt wurde. Die beiden thematisieren hierbei „Gewalt gegen Frauen“. Im September 2023 trat Céline als Gastsängerin für Lune in Erscheinung. Ihre gemeinsame Single Komm in meine Arme handelt vom inneren Konflikt während einer Liebesbeziehung und avancierte zum Charthit in Deutschland (Rang 14), Österreich (Rang 27) und der Schweiz (Rang 48). In allen drei Ländern erreichte Céline neue Bestplatzierungen, zum zweiten Mal platzierte sie einen Titel gleichzeitig in allen D-A-CH-Staaten.
Nach einigen weiteren Singleveröffentlichungen erschien am 18. Oktober 2024 mit Lost Tapes, Teil 1 die zweite EP Célines. Am 10. Januar 2025 folgte die EP Lost Tapes, Teil 2 sowie am 11. April 2025 Lost Tapes, Teil 3.

## Diskografie
EPs

| Jahr | Titel Musiklabel                                    | Höchstplatzierung, Gesamtwochen, AuszeichnungChartplatzierungen (Jahr, Titel, Musiklabel, Platzierungen, Wochen, Auszeichnungen, Anmerkungen) | Höchstplatzierung, Gesamtwochen, AuszeichnungChartplatzierungen (Jahr, Titel, Musiklabel, Platzierungen, Wochen, Auszeichnungen, Anmerkungen) | Höchstplatzierung, Gesamtwochen, AuszeichnungChartplatzierungen (Jahr, Titel, Musiklabel, Platzierungen, Wochen, Auszeichnungen, Anmerkungen) | Anmerkungen                            |
| Jahr | Titel Musiklabel                                    | DE | AT | CH | Anmerkungen                            |
| ---- | --------------------------------------------------- | --- | --- | --- | -------------------------------------- |
| 2020 | Instinkt A Million • BTGS • Groove Attack           | DE51 (1 Wo.)DE | — | — | Erstveröffentlichung: 16. Oktober 2020 |
| 2024 | Lost Tapes, Teil 1 A Million • BTGS • Groove Attack | — | — | — | Erstveröffentlichung: 18. Oktober 2024 |
| 2025 | Lost Tapes, Teil 2 A Million • BTGS • Groove Attack | — | — | — | Erstveröffentlichung: 10. Januar 2025  |
| 2025 | Lost Tapes, Teil 3 A Million • BTGS • Groove Attack | — | — | — | Erstveröffentlichung: 11. April 2025   |

## Auszeichnungen
New Music Awards
- 2020: in der Kategorie „Newcomerin des Jahres“[45]

Polyton
- 2023: in der Kategorie „Text“ (3 Sekunden)[46]